# محمد جحا (فلسطيني)
محمد جحا (1978-) فنان فلسطيني من مواليد غزة، ويقيم في إيطاليا. حصل على بكالوريوس في الفنون من جامعة الأقصى، عام 2003. ودرس في الأكاديمية الصيفية للفنون، في مؤسسة خالد شومان في الأردن. عمل في باريس وإيطاليا، حصل على الإقامة الفنية في مدينة الفنون، باريس عام 2005. وشارك في الإقامة والورشة الفنية، في مؤسسة دار الفنون مع الفنان مروان قصاب باشي. فاز بجائزة الفنان الشاب عام 2004 عن عمله حبل غسيل.

## أسلوبه الفني
يتميز جحا بأسلوبه الفني التعبيري، في الرسم والتصوير، من خلال تقنية الكولاج والتركيب، ووسائط أخرى. ويجمع في أسلوبه بين المهارات الجامعية، وقدرته على فهم رسومات الأطفال، والجماليات، والتقنيات الفنية والموضوعية عبر مجموعة من العناصر. ويطرح العديد من الأسئلة، التي تناقش قضايا الأطفال اللاجئين، ومعاناتهم، والظروف النفسية والجسدية التي يعيشونها، وكيفية التغلب عليها. يناقش في لوحاته النزاعات السياسية والإجتماعية، ومفهوم الهوية. ويبرز في أعماله التعقيد في الملمس، والسردية الفلسطينية، والمحتوى، ليطرح صورة فنية تعكس الخيال والتفسير، ويعكس ذاكرة المكان، دون الالتزام بالقيود الثقافية، واللفتات الفردية المحلية.

## معارضه
لجحا مجموعة من المعارض الفردية والجماعية منها:
- معرض نسيج الذاكرة، عام 2019، في فضاء طبري، دبي.
- معرض ثورة الياسمين والخبز، عام 2012، في جاليري الفناء، دبي.
- معرض هذه هي غزة، عام 2012، في صالة رأس العين، عمان.
- معرض الحلم بالأسود والأبيض، عام 2011، جاليري موازييك، لندن.
- معرض كل ذلك معروف، عام 2011، في مؤسسة المعمل للفن المعاصر، القدس.
- معرض غزة مورلي، عام 2009، في فرنسا.
- معرض سيول 59، عام 2009، في كوريا الجنوبية.
- معرض (جماعي)، دي ان ايه، 2004، ارت زون فلسطين.[9]

## المقتنيات
اقتنت العديد من المؤسسات لوحاته منها: مؤسسة عبد المحسن القطان في رام الله، ومؤسسة رمزي وسعيدة دلول، في بيروت، ومؤسسة دار النمرفي بيروت، وإيماجو موندي، مجموعة لوسيانو بينتون، إيطاليا، ومؤسسة بارجيل للفنون، الشارقة.